# Antonio Grimaldi (doge)
Il Serenissimo Antonio Grimaldi (Genova, 1640 – Genova, 1717) fu il 137º doge della Repubblica di Genova e re di Corsica.

## Biografia

Stemma nobiliare dei Grimaldi

Nativo di Genova intorno al 1640, dopo gli studi s'impegnò nei traffici commerciali presso alcuni navigli genovesi in paesi esteri. Il suo impegno nella vita pubblica e di stato per la Repubblica di Genova, così come si apprende dagli annali, è risalente al 1671 quando venne eletto nel magistrato dei Carcerati poveri. Successivamente, seguirono gli incarichi presso i magistrati dei Rotti, degli Straordinari e della Guerra, Inquisitore di Stato e poi padre del Comune. Era nipote del fratello del bisnonno del politico Clemente Grimaldi, Fulvio Grimaldi, Giovambattista Grimaldi e Pierfrancesco Grimaldi. Lontano parente di Casa Savoia e del Conte Galeazzo Ciano.
Salì al dogato con l'elezione del Gran Consiglio del 1º agosto 1703: il novantaduesimo in successione biennale e il centotrentasettesimo nella storia repubblicana. In qualità di doge fu investito anche della correlata carica biennale di re di Corsica.
Un episodio legato al suo mandato fu la liberazione di alcuni ufficiali piemontesi che, con la complicità dell'ambasciatore di Francia De-Luziennes, erano stati fatti prigionieri presso il porto genovese dal principe Andrea Doria, duca di Tursi. L'azione, che avrebbe potuto dar vita a nuovi contrasti diplomatici, venne duramente condannata dal doge Antonio Grimaldi che nel corso di una seduta straordinaria e notturna con i membri del Senato della Repubblica ipotizzò, a titolo punitivo, la demolizione del palazzo doriesco di Strada Nuova, evitato poi per la contrarietà della maggioranza dei patrizi genovesi. Per la scarcerazione definitiva dei prigionieri, inviati successivamente in Francia, fu scelta una più saggia via diplomatica con il Senato che inviò alla corte di Luigi XIV l'ambasciatore straordinario Antonio Giulio Brignole.
Nuove pressioni del duca di Savoia Vittorio Amedeo II nei territori ponentini rischiarono di far precipitare, soprattutto a Savona, la dominazione di Genova su quelle terre.
Terminato il dogato il 1º agosto 1705, è probabile che Antonio Grimaldi continuò a servire lo stato genovese. Morì a Genova nel corso del 1717 senza contrarre matrimonio e quindi senza prole. Fu sepolto nella basilica di San Siro.